# Ben Bocquelet
Benjamin "Ben" Bocquelet (París, 27 de juny de 1983) és un productor, animador i guionista francobritànic, acreditat com el creador de la sèrie d'animació The Amazing World of Gumball.

## Biografia

### Primers anys
Bocquelet va estudiar animació a la École des Métiers du Cinéma d'Animation d'Angulema. Després de llicenciar-se, es va mudar a Londres el 2003 i va treballar com a creatiu durant tres anys a Studio AKA, un estudi d'animació especialitzat en publicitat. En aquest temps va fer pel seu compte el curtmetratge The Hell's Kitchen (2003) i va ser dissenyador a The Little Short Sighted Snake (2006).

### Carrera
Quan va deixar la publicitat, el seu anterior cap li va informar que Cartoon Network obriria un estudi europeu d'animació a Londres. El canal de televisió el va contractar el 2007 per ajudar en el desenvolupament de projectes, però després li van oferir una oportunitat de la qual va sorgir The Amazing World of Gumball. Al principi va dissenyar una sèrie per a la franja Adult Swim sobre personatges d'animació rebutjats, alguns basats en esbossos de la seva etapa a Studio AKA, que són educats en un reformatori. Els productors van rebutjar la idea per ser massa trista, però van quedar convençuts amb el disseny i la barreja proposada de diferents d'estils d'animació (ordinador, tradicional, stop motion i imatge real).
L'autor va reconvertir Gumball en una comèdia de situació familiar, amb un enfocament més infantil, i la cadena va aprovar el seu desenvolupament. El primer episodi es va estrenar el 3 de maig de 2011 a Cartoon Network i va ser la primera sèrie creada per l'estudi d'Europa. Gràcies a ella ha guanyat el Premi Annie de 2011 a la «Millor sèrie d'animació infantil», tres Premis Infantils de l'Acadèmia Britànica (BAFTA) i el guardó del Festival Internacional de Cinema d'Animació d'Annecy de 2011 a la «Millor sèrie d'animació per a televisió».

## Filmografia

### Televisió
| Any               | Títol                        | Paper                                    |
| ----------------- | ---------------------------- | ---------------------------------------- |
| 2011 - actualitat | The Amazing World of Gumball | Creador, productor executiu i guionista. |

### Curtmetratges
| Any  | Títol                          | Paper               |
| ---- | ------------------------------ | ------------------- |
| 2003 | The Hell's Kitchen             | Creador i director. |
| 2006 | The Little Short Sighted Snake | Dissenyador.        |